# Manfred Bode (Manager)
Manfred Bode (* 31. März 1941; † 19. Oktober 2018) war ein deutscher Industrieller. Er war Aufsichtsratsvorsitzender des deutschen Rüstungsunternehmens Krauss-Maffei Wegmann.

## Leben
Manfred Bode war der Sohn von Fritz Bode und der Enkel von August Bode. Die Unternehmerdynastie Bode besitzt mit den Familien Sethe und von Braunbehrens große Anteile der Firmen Wegmann & Co. und Krauss-Maffei Wegmann; Burkhart Braunbehrens hat seinen Erbteil 2014 verkauft.
Bode besuchte die Waldorfschule in Kassel. Nach dem Studium der Betriebswirtschaft an der Universität München promovierte Bode in Köln.
Ab 1969 arbeitete er in der Firma Wegmann & Co., deren Geschäftsleitung in der Hand seines Vaters lag. 1979 wurde er geschäftsführender Gesellschafter.
Von 1999 bis 2005 hatte er den Vorsitz der Geschäftsführung des Unternehmens Krauss-Maffei Wegmann (KMW) inne. 2006 wechselte er in den Aufsichtsrat.
Er engagierte sich im Verband der Metall- und Elektrounternehmen Hessen, im Förderkreis Deutsches Heer sowie im Regionalbeirat Süd der Commerzbank.
Bode erhielt 2007 das Bundesverdienstkreuz der Bundesrepublik Deutschland sowie 2009 den Bayerischen Verdienstorden.
Im Rahmen des geplanten Verkaufs von Panzern des Typs Leopard 2A7+ an die Streitkräfte Saudi-Arabiens wurde von dem Künstlerkollektiv Zentrum für politische Schönheit unter anderem an Manfred Bode appelliert, auf das Geschäft zu verzichten und ein „Kopfgeld“ ausgelobt, wenn er oder andere Mitglieder seiner Familie einer Straftat überführt werden können und es zu einer Verurteilung von mindestens 2 Jahren Haftstrafe kommt.
Im Februar 2017 wurde bekannt, dass die Staatsanwaltschaft München Bode beschuldigt, in Steuererklärungen von Krauss-Maffei Wegmann Schmiergelder als steuermindernde Betriebsausgaben veranschlagt zu haben.